# Liste des souverains et prétendants au trône de Grèce
Vous lisez un « bon article » labellisé en 2021.  Il fait partie d'un « thème de qualité ».
La liste des souverains et prétendants au trône de Grèce comprend les noms de sept monarques (qui règnent sur le royaume de Grèce entre 1832 et 1973-1974, avec un intermède entre 1924 et 1935), auxquels s'ajoute un simple prétendant à la couronne. Le premier de ces souverains, qui règne entre 1832 et 1862, porte le titre de roi de Grèce (en grec moderne : Βασιλεύς της Ελλάδος / Vasiléfs tis Elládos). Ses successeurs arborent, quant à eux, celui de roi des Hellènes (Βασιλεύς των Ελλήνων / Vasiléfs ton Ellínon), entre 1863 et l'instauration de la Troisième République hellénique. À ces huit rois et prétendants, on peut ajouter un prince souverain de Grèce élu en 1830, mais jamais venu dans son pays.
Née dans le contexte de la guerre d'indépendance grecque, la monarchie hellène se met véritablement en place avec l'arrivée de deux jeunes princes étrangers : Othon de Wittelsbach (élu roi en 1832 sous le nom d'Othon Ier) et Guillaume de Schleswig-Holstein-Sonderbourg-Glücksbourg (élu roi en 1863 sous le nom de Georges Ier). Malgré l'échec de l'expérience ottonienne, dont les tendances autoritaires expliquent en partie l'évolution du titre royal après l'intronisation de Georges Ier, la royauté se maintient et ses institutions se renforcent, évoluant de la monarchie quasi absolue à une « démocratie couronnée » où le roi conserve des pouvoirs assez étendus. Parallèlement, des règles de succession se mettent en place, insistant sur la nécessaire orthodoxie des souverains.
Sous la maison de Glücksbourg, les rois des Hellènes profitent de leurs liens familiaux avec les autres monarques européens pour mener leur propre diplomatie, ce qui cause parfois des tensions avec leurs gouvernements. En dehors de la période consécutive au Schisme national, qui éclate au cours de la Première Guerre mondiale, les souverains entretiennent des liens privilégiés avec l'Armée et considèrent les questions militaires comme une prérogative de la couronne. Cela n'empêche pas une junte militaire de mettre un terme à la monarchie en 1973, ce qui est confirmé par un référendum démocratique en 1974. Longtemps exilé, le dernier souverain, Constantin II, rentre définitivement en Grèce en 2013. Son fils Paul lui succède en tant que prétendant à la couronne sous le nom de « Paul II » le 10 janvier 2023.

## Histoire des institutions royales

### Mise en place de la monarchie
L'idée de libérer la Grèce du joug ottoman et d'en faire un royaume indépendant est ancienne. Durant la Guerre russo-turque de 1787-1792, l'impératrice Catherine II de Russie cherche à faire de son deuxième petit-fils, le grand-duc Constantin Pavlovitch, le souverain d'un Empire byzantin restauré. Plus tard, Napoléon Ier envisage de recréer l'Empire romain d'Orient et de placer à sa tête un membre de sa famille. Puis, en 1815, le Congrès de Vienne évoque la transformation des îles Ioniennes en principauté indépendante, placée sous le sceptre d'Eugène de Beauharnais.

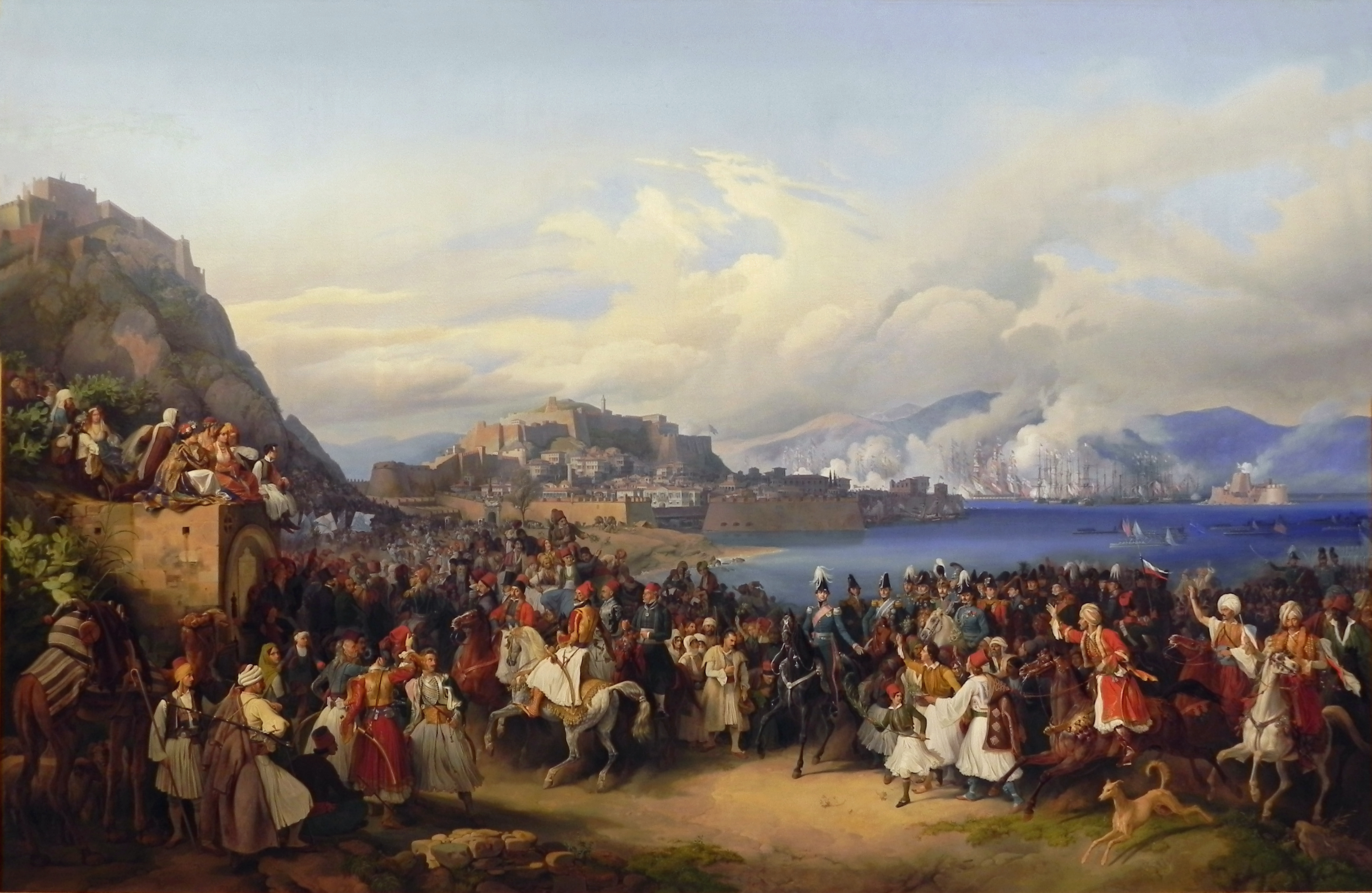
L'entrée d'Othon à Nauplie par Peter von Hess (1835).

C'est cependant la guerre d'indépendance (1821-1830) qui rend le projet d'une monarchie hellénique autonome réalisable. Après neuf années de combats, le protocole de Londres du 3 février 1830 fait de la Grèce un État complètement indépendant mais lui confère des institutions monarchiques sans demander l'avis de ses représentants, qui n'ont pas été conviés aux négociations. Les puissances protectrices (Royaume-Uni, France et Russie) décident donc que le gouvernement du pays doit être confié à un monarque héréditaire,.
Le 20 février 1830, les puissances signent un nouveau protocole international qui attribue au prince Léopold de Saxe-Cobourg le titre de « prince souverain de Grèce ». Le 28 février suivant, Léopold accepte officiellement la couronne,. Quelques semaines plus tard, le 22 avril 1830, le Sénat grec rédige un Mémoire adressé à Léopold dans lequel il salue l'élection du prince mais lui présente également les revendications du peuple hellène concernant les frontières de l'État grec,. Face au refus des puissances de modifier les limites du pays, Léopold fait savoir, le 21 mai 1830, qu'il renonce à la couronne hellène,,,.
Après deux années d'incertitude, le protocole du 26 avril 1832 et le traité de Londres du 7 mai 1832 proclament finalement l'élévation de la Grèce au rang de royaume et placent à sa tête le prince Othon de Wittelsbach, deuxième fils du roi Louis Ier de Bavière. Le traité précise cependant que « dans aucun cas les couronnes de Bavière et de Grèce ne seront réunies sur une même tête ». Enfin, une régence est prévue en attendant la majorité d'Othon, fixée à ses 20 ans, le 1er juin 1835,,.

### Changement de dynastie, évolution du titre royal et chute de la monarchie

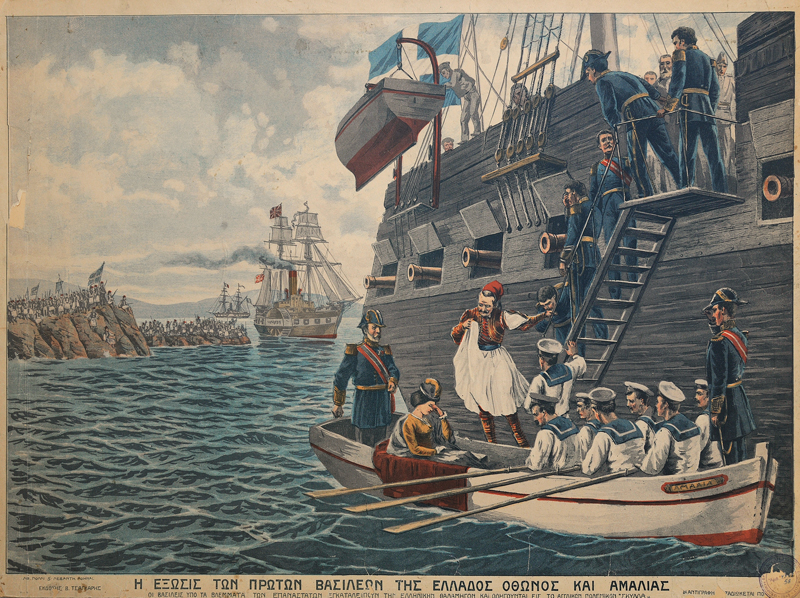
Lithographie montrant l'expulsion d'Othon Ier (roi de Grèce) et d'Amélie d'Oldenbourg (1862).

Lorsqu'il est élu en 1832, le prince Othon de Wittelsbach reçoit des grandes puissances le titre de « roi de Grèce ». Arrivé dans son nouveau pays en 1833,, le monarque y mène une politique maladroite, qui lui aliène progressivement la population. Incapable de donner un héritier à sa dynastie,, il est finalement renversé par une révolution en 1862,.
Né Guillaume de Schleswig-Holstein-Sonderbourg-Glücksbourg, son successeur est quant à lui élu « roi des Grecs » en 1863. C'est là la marque du refus de ses sujets d'être à nouveau dirigés par un souverain despotique. C'est aussi, en un sens, une affirmation que le roi règne sur tous les Grecs, même ceux qui vivent en dehors des frontières du royaume de Grèce,. L'Empire ottoman, qui possède sur son territoire une importante minorité hellénophone, ne s'y trompe d'ailleurs pas puisqu'il proteste officiellement auprès des grandes puissances contre l'attribution de ce titre. Un protocole international est donc signé le 3 août 1863 pour amender le traité de Londres du 5 juin 1863. Le titre de « roi des Grecs » est alors officiellement transformé en « roi des Hellènes »,, ce qui ne satisfait guère plus la Sublime Porte.
Devenu Georges Ier, Guillaume engendre une famille nombreuse, dont les membres règnent sur la Grèce jusqu'en 1973. Cependant, presque tous les rois des Hellènes meurent dans des circonstances tragiques ou connaissent les affres de l'exil. Conséquence de la Première Guerre mondiale et de la défaite militaire face à la Turquie, un premier intermède républicain se produit entre 1924 et 1935. C'est cependant la Dictature des colonels qui abolit définitivement la monarchie en 1973, avant qu'un référendum démocratique confirme l'instauration de la Troisième République hellénique l'année suivante.

### Règles de succession de l'ancien trône
Le traité de Londres du 7 mai 1832, qui place la maison de Wittelsbach sur le trône de Grèce et pose les bases de la future monarchie hellène, établit que la couronne y est « héréditaire par ordre de primogéniture dans la descendance du roi Othon, ou à défaut, dans celle de son frère Luitpold, ou à défaut, dans celle de son frère Adalbert »,. En attendant la naissance d'un hypothétique prince héritier, il fait donc de Luitpold le premier diadoque (c'est-à-dire « successeur ») du tout nouveau royaume de Grèce. La question de la succession dynastique se complique après le coup d'État du 3 septembre 1843 et l'instauration de la Constitution de 1844. En effet, la nouvelle loi fondamentale dispose, dans son article XL, que les successeurs d'Othon Ier doivent professer la religion orthodoxe pour pouvoir monter sur le trône,,. Or, tous les Wittelsbach sont catholiques et ni Luitpold ni aucun membre de sa parentèle ne semblent prêts à abjurer leur religion pour accéder au trône de Grèce. Othon Ier n'ayant pas d'enfant légitime, l'identité du diadoque reste donc indécise pendant plusieurs années.

À partir de 1913, tous les rois des Hellènes appartiennent à l'Église orthodoxe de Grèce, comme le prévoient les différentes Constitutions du royaume.

La déposition d'Othon et de sa femme Amélie en 1862 résout cependant la question dynastique en proclamant la déchéance des Wittelsbach et en appelant une nouvelle dynastie sur le trône en la personne de Georges Ier. En 1864, une nouvelle Constitution est adoptée par le royaume de Grèce. Son article XLV établit que « la Couronne Hellénique et les droits constitutionnels qui lui sont attachés sont héréditaires et se transmettent, par ordre de primogéniture, aux descendants directs, naturels et légitimes du roi Georges Ier, les héritiers mâles étant toujours préférés aux femmes ».
Durant presque quatre-vingt dix ans, cet article constitutionnel est interprété sous une forme quasi-salique, les Grecs n'envisageant de voir une femme monter sur le trône qu'en cas d'extinction totale des mâles de la dynastie. Il faut attendre la réforme constitutionnelle de 1952 pour que les choses évoluent,. Un article explicitatif est alors ajouté au précédent. Celui-ci établit que « la couronne de Grèce échoit de préférence aux descendants de chacun des rois, selon leur ordre de naissance, la préférence étant donnée aux enfants de sexe masculin ». Depuis cette réforme, les filles du monarque ont donc préséance sur leurs cousins mâles mais continuent à venir après leurs frères dans l'ordre de succession à la couronne,.
Aucun article constitutionnel ni aucun traité international liés aux lois de succession au trône de Grèce n'établissent de règle concernant le mariage des souverains et de leurs descendants. L'institution du mariage morganatique, d'origine allemande, n'existe pas officiellement dans le pays et aucune règle explicite n'oblige les membres de la famille royale à épouser des individus de rang similaire au leur, autrement dit des personnes issues de maisons souveraines. Malgré tout, en Grèce comme dans les autres pays européens, les unions inégales ont longtemps été considérées comme des mésalliances et seul le roi Alexandre Ier a épousé une femme étrangère au monde des familles royales. Ayant échoué à obtenir l'autorisation de l'Église et du gouvernement, son union a néanmoins été jugée illégale et son épouse n'est jamais devenue reine.

### Intronisation des anciens souverains

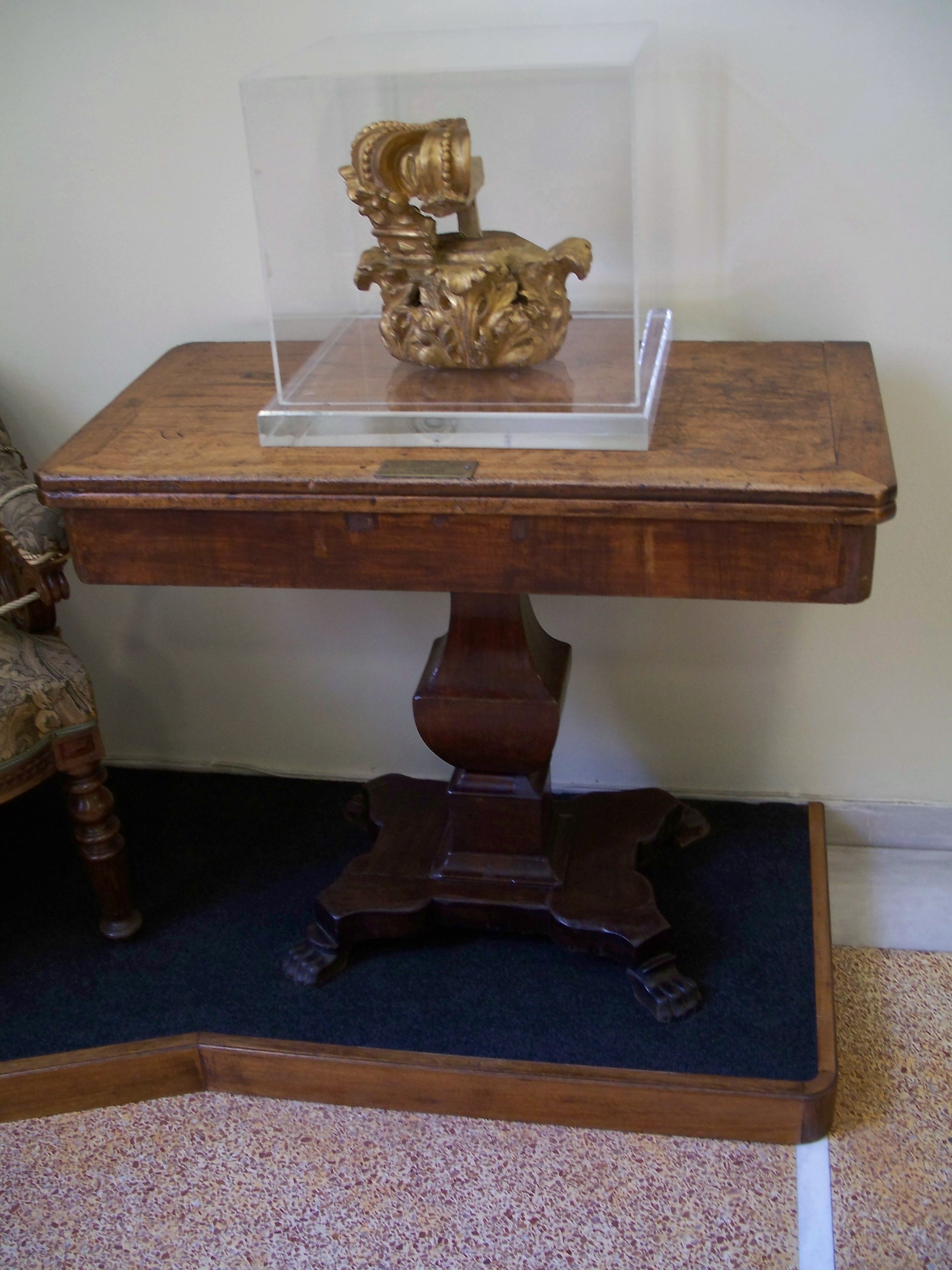
La couronne brisée d'Othon Ier, au Musée d'histoire nationale d'Athènes (2007).

Bien que des regalia aient été conçus dans la perspective du sacre du roi Othon Ier,, aucun souverain hellène n'a jamais été couronné. Les deux premiers monarques grecs étant restés étrangers à la foi orthodoxe, l'Église nationale refusait en effet de les sacrer. Jusqu'à la proclamation de la République, l'intronisation d'un nouveau monarque était donc accompagnée d'une simple prestation de serment en présence du primat de Grèce et des principales personnalités politiques du pays, parmi lesquelles le Premier ministre,,.

### Rôle constitutionnel des monarques
Après une période de quasi absolutisme (1832-1843), la Grèce se transforme en monarchie constitutionnelle. « Démocratie couronnée » à partir de 1864,, le royaume connaît néanmoins deux parenthèses dictatoriales, lors du Régime du 4-Août (1936-1941) puis lors de la Dictature des colonels (1967-1973).
En dehors de ces périodes, durant lesquelles les rois des Hellènes perdent l'essentiel de leurs prérogatives, les différentes constitutions reconnaissent de réels pouvoirs aux souverains, qui peuvent notamment intervenir dans la nomination des Premiers ministres,. Profitant de leurs liens familiaux avec les autres monarques européens, les rois mènent par ailleurs leur propre diplomatie, ce qui cause parfois des tensions avec leurs gouvernements. Enfin, en dehors de la période consécutive au Schisme national, les souverains entretiennent des liens privilégiés avec l'Armée et considèrent les questions militaires comme une prérogative de la couronne.

## Liste des souverains et prétendants

### «Prince souverain de Grèce» (1830)
| Portrait                                              | Nom et titre | Revendication                                                       | Éléments biographiques | Monogramme |
| ----------------------------------------------------- | --- | ------------------------------------------------------------------- | --- | ---------- |
| Vacance du trône (12 décembre 1828 – 28 février 1830) | |                                                                     | |            |
| Léopold de Saxe-Cobourg                               | Léopold, « prince souverain de Grèce » Né le 16 décembre 1790 à Cobourg (Saxe-Cobourg-Saalfeld) — Mort le 10 décembre 1865 à Laeken (Belgique) | Prince titulaire 28 février 1830 — 21 mai 1830 (2 mois et 23 jours) | Élu par les puissances protectrices, Léopold accepte avec satisfaction la couronne hellène. Les réticences de Ioánnis Kapodístrias et le refus des chancelleries d'octroyer des frontières plus avantageuses à la Grèce le conduisent cependant à revenir sur sa décision et il ne vient jamais en Grèce. | Néant      |
| Vacance du trône (21 mai 1830 – 6 février 1833)       | |                                                                     | |            |

### Roi de Grèce (1833-1862)
| Portrait | Nom et titre | Règne | Éléments biographiques | Monogramme             |
| --- | --- | --- | --- | ---------------------- |
| Othon Ier | Othon Ier, roi de Grèce Né le 1er juin 1815 à Salzbourg (Bavière) — Mort le 26 juillet 1867 à Bamberg (Bavière) | Roi mineur sous un conseil de régence 6 février 1833 — 1er juin 1835 (2 ans, 3 mois et 26 jours) Roi majeur 1er juin 1835 — 23 octobre 1862 (27 ans, 4 mois et 22 jours) | Élu roi en 1832, Othon Ier met en place une monarchie semi-absolue et mène une politique maladroite. Incapable d'accroître le territoire national, de résoudre la crise financière et même de donner un héritier au pays,, le souverain est victime d'un coup d'État en 1843 dont il échappe, avant d'être renversé par une révolution en 1862,. | Monogramme d'Othon Ier |
| Vacance du trône (23 octobre 1862 – 30 mars 1863) Élection par les citoyens du prince Alfred du Royaume-Uni, qui refuse immédiatement la couronne (décembre 1862) | | | |                        |

### Prétendant au trône de Grèce (1862-1867)
| Portrait  | Nom et titre | Revendication                                                                             | Éléments biographiques | Monogramme             |
| --------- | --- | ----------------------------------------------------------------------------------------- | --- | ---------------------- |
| Othon Ier | Othon Ier, « roi de Grèce » Né le 1er juin 1815 à Salzbourg (Bavière) — Mort le 26 juillet 1867 à Bamberg (Bavière) | Prétendant au trône de Grèce 23 octobre 1862 — 26 juillet 1867 (4 ans, 9 mois et 3 jours) | Exilé en Bavière en 1862, Othon Ier reconstitue une petite cour à la Neue Residenz de Bamberg. Soucieux du sort de la Grèce jusqu'à sa mort, il contribue notamment à financer la révolte crétoise de 1866-1869. | Monogramme d'Othon Ier |

### Rois des Hellènes (1863-1924)
| Portrait | Nom et titre | Règne | Éléments biographiques | Monogramme                   |
| --- | --- | --- | --- | ---------------------------- |
| Georges Ier | Georges Ier, roi des Hellènes Né le 24 décembre 1845 à Copenhague (Danemark) — Mort le 18 mars 1913 à Thessalonique (Grèce) | 30 mars 1863 — 18 mars 1913 (49 ans, 11 mois et 16 jours)                                                                                   | Roi élu en 1863, Georges Ier accepte la mise en place d'une « démocratie couronnée », et mène une politique assez prudente. Son règne est marqué par la « Grande Idée » et par plusieurs conflits avec l'Empire ottoman. Au sommet de son prestige après la Première Guerre balkanique, il meurt assassiné par un anarchiste. | Monogramme de Georges Ier    |
| Constantin Ier | Constantin Ier, roi des Hellènes Né le 2 août 1868 à Athènes (Grèce) — Mort le 11 janvier 1923 à Palerme (Italie)           | 18 mars 1913 — 10 juin 1917 (4 ans, 2 mois et 23 jours)                                                                                     | Premier souverain né en Grèce et de confession orthodoxe, Constantin Ier voit son règne marqué par la Deuxième Guerre balkanique et la Première Guerre mondiale. En conflit avec le Premier ministre Elefthérios Venizélos, il est renversé par la Triple-Entente à cause de sa supposée germanophilie.                       | Monogramme de Constantin Ier |
| Alexandre Ier | Alexandre Ier, roi des Hellènes Né le 1er août 1893 à Tatoï (Grèce) — Mort le 25 octobre 1920 à Athènes (Grèce)             | 10 juin 1917 — 25 octobre 1920 (3 ans, 4 mois et 15 jours)                                                                                  | Roi fantoche soumis à l'emprise d'Elefthérios Venizélos, Alexandre Ier est considéré comme une sorte de régent par les monarchistes. C'est pourtant sous son règne que la Grèce atteint son extension maximale avec l'occupation de Smyrne. Sa mort inattendue plonge la Grèce dans une grave crise institutionnelle.         | Monogramme d'Alexandre Ier   |
| Vacance du trône et régences de l'amiral Pávlos Koundouriótis puis de la reine Olga Constantinovna de Russie (25 octobre 1920 – 19 décembre 1920) | | | |                              |
| Constantin Ier | Constantin Ier, roi des Hellènes Né le 2 août 1868 à Athènes (Grèce) — Mort le 11 janvier 1923 à Palerme (Italie)           | 19 décembre 1920 — 27 septembre 1922 (1 an, 9 mois et 8 jours)                                                                              | Restauré après son exil suisse, Constantin Ier voit son second règne assombri par la guerre contre la Turquie. La « Grande Catastrophe » à laquelle elle aboutit conduit le souverain à abdiquer en faveur du diadoque Georges et à repartir en exil, où il meurt.                                                            | Monogramme de Constantin Ier |
| Georges II | Georges II, roi des Hellènes Né le 19 juillet 1890 à Tatoï (Grèce) — Mort le 1er avril 1947 à Athènes (Grèce)               | Roi régnant 27 septembre 1922 — 19 décembre 1923 (1 an, 2 mois et 22 jours) Roi en exil 19 décembre 1923 — 25 mars 1924 (3 mois et 6 jours) | Le premier règne de Georges II est marqué par la fin de la guerre contre la Turquie et la « Grande Catastrophe » qui l'accompagne. Privé de pouvoir et en proie à une opposition toujours plus vive, le roi doit partir en exil en 1923 mais refuse d'abdiquer.                                                               | Monogramme de Georges II     |
| Abolition de la monarchie et mise en place de la Deuxième République (25 mars 1924 – 10 octobre 1935)                                             | | | |                              |

### Prétendant au trône de Grèce (1924-1935)
| Portrait   | Nom et titre | Revendication                                                                   | Éléments biographiques | Monogramme                |
| ---------- | --- | ------------------------------------------------------------------------------- | --- | ------------------------- |
| Georges II | Georges II, « roi des Hellènes » Né le 19 juillet 1890 à Tatoï (Grèce) — Mort le 1er avril 1947 à Athènes (Grèce) | Prétendant au trône de Grèce 25 mars 1924 — 25 novembre 1935 (11 ans et 8 mois) | Georges II passe ses années d'exil en Roumanie, en Italie et au Royaume-Uni. Désargenté, il connaît également des problèmes de couple, qui aboutissent à son divorce en 1935. L'instabilité que connaît la Deuxième République lui permet néanmoins de revenir sur le trône peu après. | Monogramme de Georges II. |

### Rois des Hellènes (1935-1973)
| Portrait | Nom et titre | Règne | Éléments biographiques | Monogramme                  |
| --- | --- | --- | --- | --------------------------- |
| Restauration de la monarchie et régence du général Geórgios Kondýlis (10 octobre 1935 – 25 novembre 1935)           | | | |                             |
| Georges II | Georges II, roi des Hellènes Né le 19 juillet 1890 à Tatoï (Grèce) — Mort le 1er avril 1947 à Athènes (Grèce)   | Roi régnant 25 novembre 1935 — 23 mai 1941 (5 ans, 5 mois et 28 jours) Roi de la « Grèce libre » 23 mai 1941 — 31 décembre 1944 (5 ans, 5 mois et 28 jours) Roi en exil sous la régence de Damaskinos d'Athènes 31 décembre 1944 — 1er septembre 1946 (1 an, 8 mois et 1 jour) Roi régnant 1er septembre 1946 — 1er avril 1947 (7 mois) | Restauré en 1935, Georges II est confronté à des divisions politiques qui le conduisent à soutenir la dictature de Metaxás. En 1940, la Grèce entre dans la Seconde Guerre mondiale et le pays est bientôt envahi. Le roi constitue un gouvernement en exil qui reste en place jusqu'à la Libération. Accentuées par la guerre, les divisions politiques l'obligent alors à instituer une régence jusqu'à ce qu'un référendum le confirme sur le trône en 1946. | Monogramme de Georges II    |
| Paul Ier | Paul Ier, roi des Hellènes Né le 14 décembre 1901 à Tatoï (Grèce) — Mort le 6 mars 1964 à Athènes (Grèce)       | Roi régnant 1er avril 1947 — 20 février 1964 (16 ans, 10 mois et 19 jours) Roi dans l'incapacité sous la régence du diadoque Constantin 20 février 1964 — 6 mars 1964 (15 jours) | Le règne de Paul Ier est marqué par la Guerre civile et la question chypriote. C'est également un moment de forte croissance économique et de montée des tensions entre la couronne et le gouvernement. Paul Ier est pourtant le seul membre de sa dynastie à régner sans interruption de son intronisation à sa mort, tout en décédant de manière naturelle.                                                                                                   | Monogramme de Paul Ier      |
| Constantin II | Constantin II, roi des Hellènes Né le 2 juin 1940 à Athènes (Grèce) — Mort le 10 janvier 2023 à Athènes (Grèce) | Roi régnant 6 mars 1964 — 14 décembre 1967 (3 ans, 9 mois et 8 jours) Roi en exil sous la régence de Geórgios Zoitákis puis de Geórgios Papadópoulos 14 décembre 1967 — 1er juin 1973 (5 ans, 5 mois et 18 jours) | Le règne de Constantin II est marqué par l'instabilité politique, provoquée par les tensions entre le roi et le Premier ministre Geórgios Papandréou. Inquiète de la situation, l'Armée met en place une dictature que le roi fait mine d'accepter (1967). Après avoir tenté un contre-coup d'État, Constantin II part en exil avant d'être destitué en 1973.                                                                                                   | Monogramme de Constantin II |
| Abolition de la monarchie par la dictature des colonels et Metapolítefsi (1er juin 1973 – 8 décembre 1974)          | | | |                             |
| Confirmation de l'abolition de la monarchie et mise en place de la Troisième République (depuis le 8 décembre 1974) | | | |                             |

### Prétendants au trône de Grèce (depuis 1973)
| Portrait      | Nom et titre | Revendication                                                                            | Éléments biographiques | Monogramme                  |
| ------------- | --- | ---------------------------------------------------------------------------------------- | --- | --------------------------- |
| Constantin II | Constantin II, « roi des Hellènes » Né le 2 juin 1940 à Athènes (Grèce) — Mort le 10 janvier 2023 à Athènes (Grèce) | Prétendant au trône de Grèce 1er juin 1973 — 10 janvier 2023 (49 ans, 7 mois et 9 jours) | L'abolition de la monarchie confirmée par un référendum en 1974, Constantin II est maintenu en exil par les autorités de la Troisième République hellénique. Profitant de ses fonctions olympiques, l'ancien roi revient progressivement en Grèce à partir de 2003. En partie dédommagé de la perte de ses propriétés en 2002, Constantin est revenu vivre dans son pays en 2013. | Monogramme de Constantin II |
| Paul II       | Paul II, « diadoque de Grèce » Né le 20 mai 1967 à Athènes (Grèce)                                                  | Prétendant au trône de Grèce depuis le 10 janvier 2023 (2 ans, 7 mois et 5 jours)        | Titré diadoque à sa naissance, Paul est chassé de Grèce avec sa famille peu après l'instauration de la Dictature des colonels, en 1967. Formé au Royaume-Uni et aux États-Unis, il embrasse une carrière dans la finance après son mariage avec la richissime héritière Marie-Chantal Miller. En dépit de l'autorisation faite aux membres de l'ancienne dynastie de rentrer dans leur pays dans les années 2000, Paul choisit de maintenir sa résidence à l'étranger et confirme qu'il restera à New York même après qu'il est devenu chef de la maison royale. |                             |

## Devise et héraldique
Choisie par Georges Ier peu après son accession au trône, la devise des rois des Hellènes est « Ma force est l'amour de mon peuple » (en grec : Ἰσχύς μου ἡ ἀγάπη τοῦ λαοῦ).
| Blason de Armes de la dynastie de Wittelsbach | Blason  | De Grèce, sur-le-tout de Bavière. Ornements extérieursL'écu est sur une terrasse d'or et soutenu par deux lions couronnés. Il est timbré d'une couronne royale. L'ensemble est entouré d'un pavillon de gueules et d'hermine et d'une autre couronne royale. |
| Blason de Armes de la dynastie de Wittelsbach | Détails | Armoiries du royaume de Grèce entre 1833 et 1862. |

| Blason de Armes de la dynastie de Glücksbourg | Blason  | De Grèce, sur-le-tout écartelé à la croix pattée d'argent bordée de gueules, qui est le Dannebrog, cantonnée en 1, de Danemark ; en 2, de Schleswig ; en 3, coupé : A de Suède moderne ; B, parti : a, d'Islande ancien ; b, coupé de Feroë et de Groenland ; en 4 coupé du Royaume des Goths et du Royaume des Vandales ; sur-le-tout écartelé de Holstein, de Storman, de Ditmarsie et de Lauenbourg. Sur-le-tout-du-tout parti de Oldenbourg et de Delmenhorst. Ornements extérieursLe blason est sur un piédestal d'or et soutenu par deux figures humaines représentant le héros mythologique grec Héraclès (Hercule), portant une massue de bois et la peau du Lion de Némée. L'écu est accolé du collier de l'ordre de Georges Ier et timbré d'une couronne royale. L'ensemble est entouré d'un manteau bleu sombre et d'hermine et d'une autre couronne royale. Devise / CriLa devise des armes et de la dynastie (« Ἰσχύς μου ἡ ἀγάπη τοῦ λαοῦ ») est écrite sur un ruban d'or sous le piédestal. |
| Blason de Armes de la dynastie de Glücksbourg | Détails | Armoiries du royaume de Grèce entre 1863 et 1924 puis, à nouveau, de 1935 à 1973. |

## Liste des ordres royaux
À l'époque monarchique, les souverains grecs sont les grands maîtres des ordres suivants :
- Ordre du Sauveur (créé par Othon Ier en 1833 et maintenu par ses successeurs) ;
- Ordre de Georges Ier (créé par Constantin Ier en 1915) ;
- Ordre du Phénix (créé par la Deuxième République hellénique en 1926 mais maintenu après la restauration) ;
- Ordre des Saints-Georges-et-Constantin (créé par Georges II en 1936) ;
- Ordre des Saintes-Olga-et-Sophie (créé par Georges II en 1936) ;
- Ordre de Bienfaisance (créé par Paul Ier en 1948)[129],[130].

Un insigne commémoratif du centenaire de la maison royale de Grèce est créé par Paul Ier en 1963, à l'occasion du centenaire de la monarchie hellénique.

## Principales résidences royales

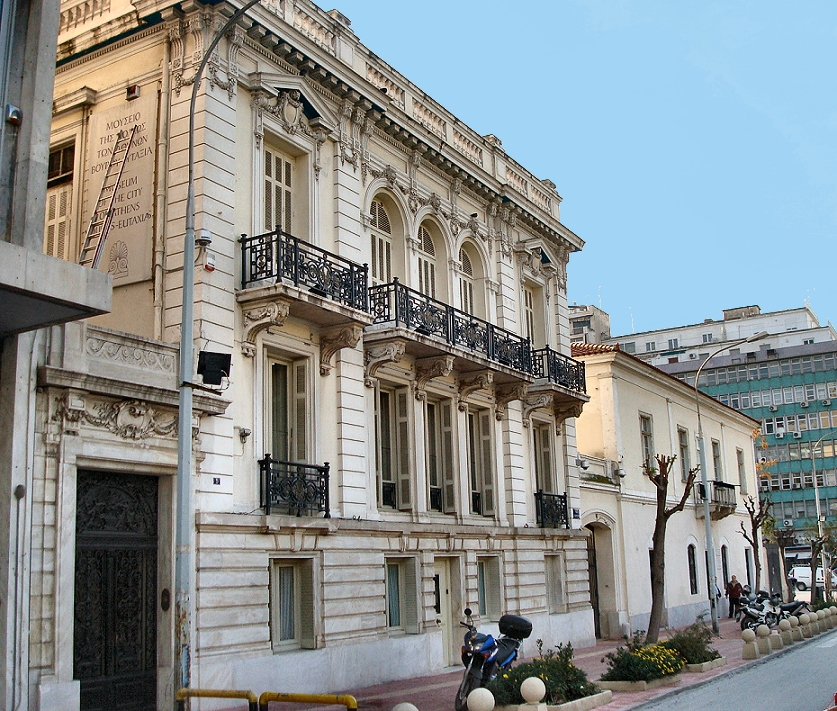
Premier palais royal d'Athènes (actuel Musée de la Ville d'Athènes).
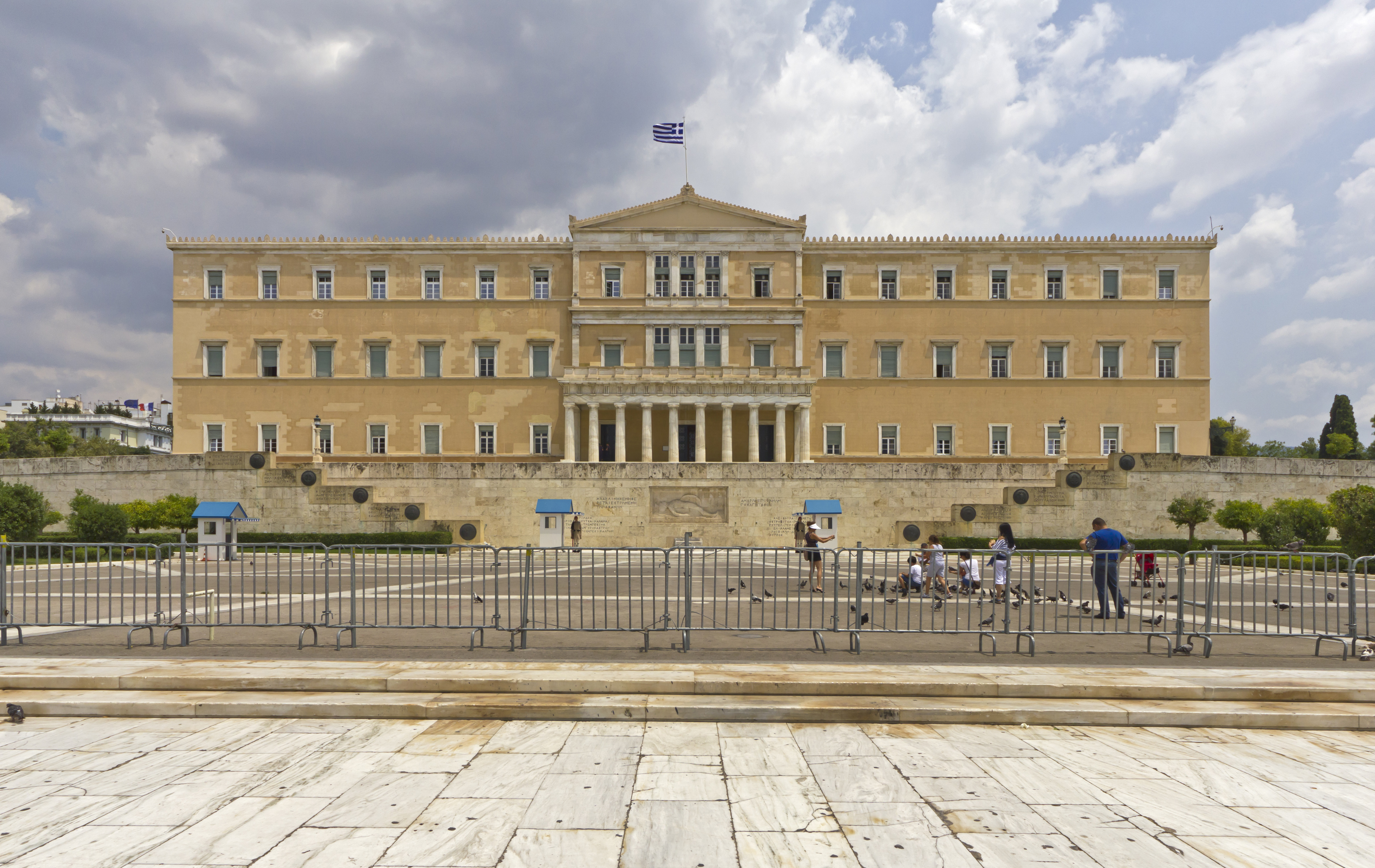
Ancien palais royal d'Athènes (actuel siège du Parlement).
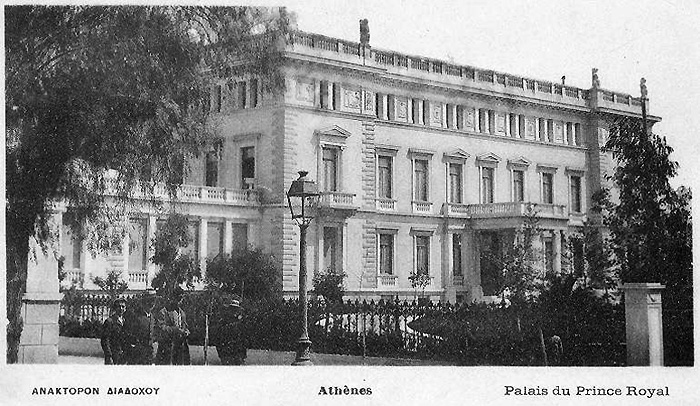
Nouveau palais royal d'Athènes (actuel palais présidentiel).
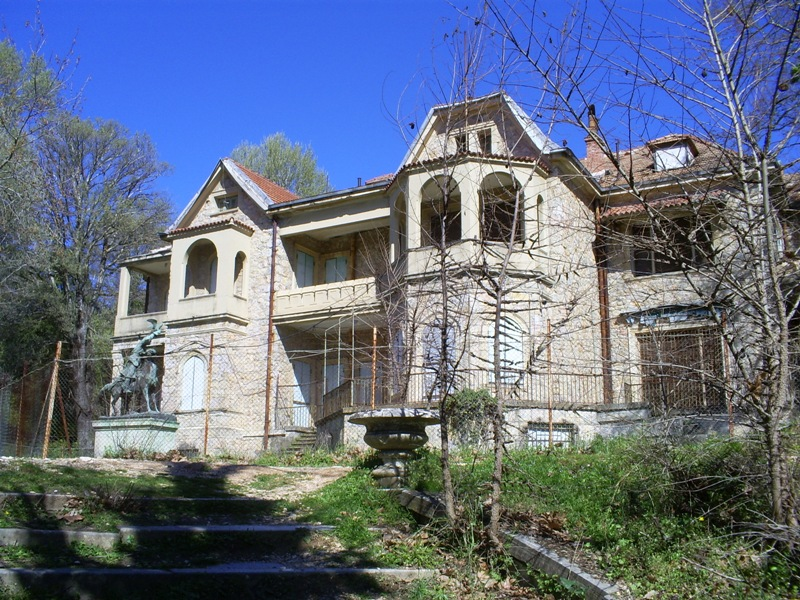
Palais de Tatoï (dont les jardins abritent la nécropole royale).
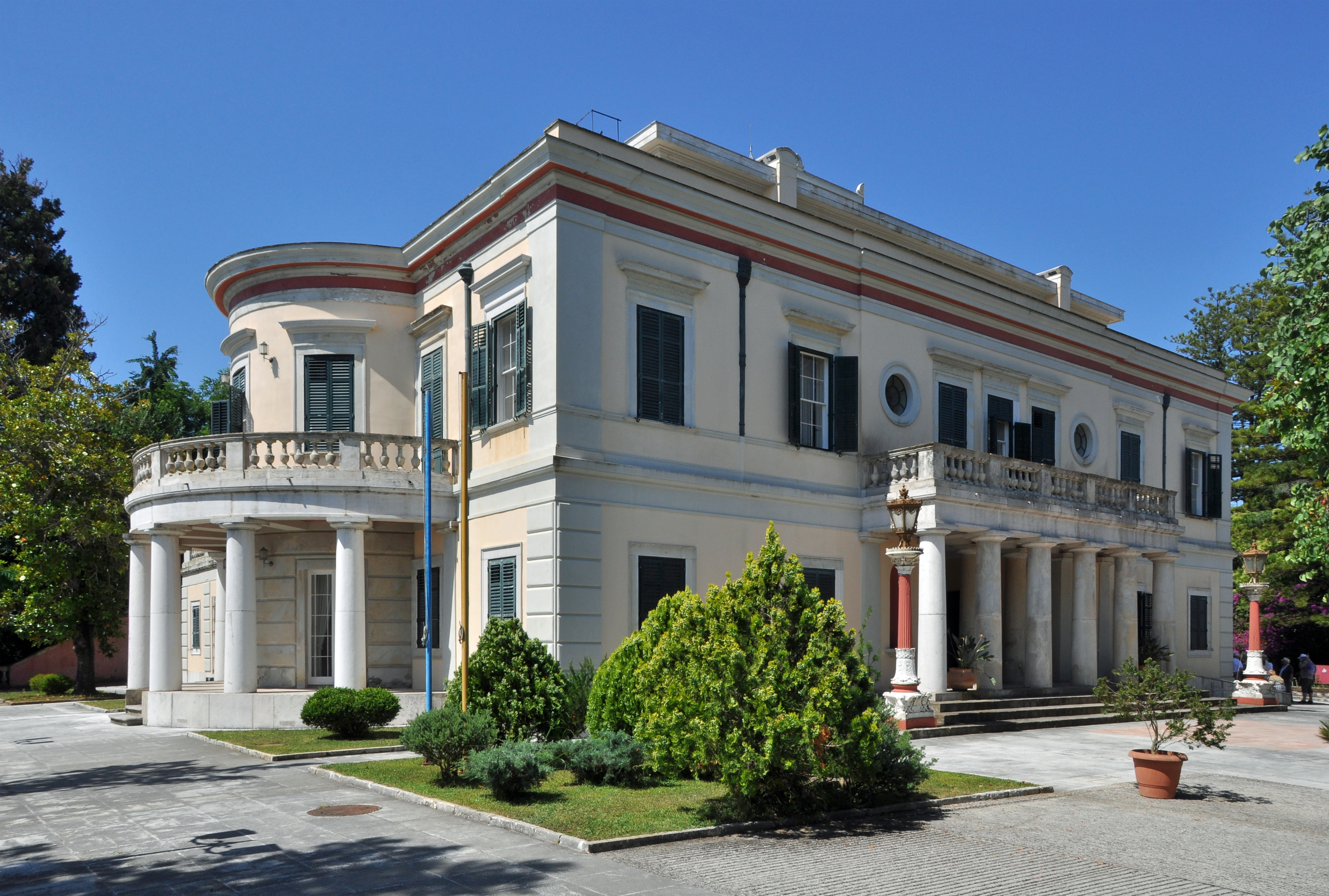
Villa de Mon Repos (actuel Musée archéologique de Paleopolis).

## Généalogie des souverains
|  |  |                                                  |                                                  |                                                  |                                                  |                                                  |                                                  |  |  | Othon Ier (1815-1867) ép. Amélie d'Oldenbourg      | Othon Ier (1815-1867) ép. Amélie d'Oldenbourg      | Othon Ier (1815-1867) ép. Amélie d'Oldenbourg      | Othon Ier (1815-1867) ép. Amélie d'Oldenbourg      | Othon Ier (1815-1867) ép. Amélie d'Oldenbourg      | Othon Ier (1815-1867) ép. Amélie d'Oldenbourg      |  |  |                                               |                                               |                                               |                                               |                                               |                                               |  |  | Georges Ier (1845-1913) ép. Olga Constantinovna                        | Georges Ier (1845-1913) ép. Olga Constantinovna                        | Georges Ier (1845-1913) ép. Olga Constantinovna                        | Georges Ier (1845-1913) ép. Olga Constantinovna                        | Georges Ier (1845-1913) ép. Olga Constantinovna                        | Georges Ier (1845-1913) ép. Olga Constantinovna                        |  |  |                                             |                                             |                                             |                                             |                                             |                                             |  |  |                                            |                                            |                                            |                                            |                                            |                                            |  |  |                                                |                                                |                                                |                                                |                                                |                                                |  |  |  |  |  |  |  |  |  |  |  |  |  |  |  |  |  |  |  |  |  |  |  |  |  |  |  |  |  |  |  |  |  |  |  |  |  |  |  |  |  |  |  |  |  |  |
|  |  |                                                  |                                                  |                                                  |                                                  |                                                  |                                                  |  |  | Othon Ier (1815-1867) ép. Amélie d'Oldenbourg      | Othon Ier (1815-1867) ép. Amélie d'Oldenbourg      | Othon Ier (1815-1867) ép. Amélie d'Oldenbourg      | Othon Ier (1815-1867) ép. Amélie d'Oldenbourg      | Othon Ier (1815-1867) ép. Amélie d'Oldenbourg      | Othon Ier (1815-1867) ép. Amélie d'Oldenbourg      |  |  |                                               |                                               |                                               |                                               |                                               |                                               |  |  | Georges Ier (1845-1913) ép. Olga Constantinovna                        | Georges Ier (1845-1913) ép. Olga Constantinovna                        | Georges Ier (1845-1913) ép. Olga Constantinovna                        | Georges Ier (1845-1913) ép. Olga Constantinovna                        | Georges Ier (1845-1913) ép. Olga Constantinovna                        | Georges Ier (1845-1913) ép. Olga Constantinovna                        |  |  |                                             |                                             |                                             |                                             |                                             |                                             |  |  |                                            |                                            |                                            |                                            |                                            |                                            |  |  |                                                |                                                |                                                |                                                |                                                |                                                |  |  |  |  |  |  |  |  |  |  |  |  |  |  |  |  |  |  |  |  |  |  |  |  |  |  |  |  |  |  |  |  |  |  |  |  |  |  |  |  |  |  |  |  |  |  |
|  |  |                                                  |                                                  |                                                  |                                                  |                                                  |                                                  |  |  |                                                    |                                                    |                                                    |                                                    |                                                    |                                                    |  |  |                                               |                                               |                                               |                                               |                                               |                                               |  |  |                                                                        |                                                                        |                                                                        |                                                                        |                                                                        |                                                                        |  |  |                                             |                                             |                                             |                                             |                                             |                                             |  |  |                                            |                                            |                                            |                                            |                                            |                                            |  |  |                                                |                                                |                                                |                                                |                                                |                                                |  |  |  |  |  |  |  |  |  |  |  |  |  |  |  |  |  |  |  |  |  |  |  |  |  |  |  |  |  |  |  |  |  |  |  |  |  |  |  |  |  |  |  |  |  |  |
|  |  | Constantin Ier (1868-1923) ép. Sophie de Prusse  | Constantin Ier (1868-1923) ép. Sophie de Prusse  | Constantin Ier (1868-1923) ép. Sophie de Prusse  | Constantin Ier (1868-1923) ép. Sophie de Prusse  | Constantin Ier (1868-1923) ép. Sophie de Prusse  | Constantin Ier (1868-1923) ép. Sophie de Prusse  |  |  | Georges (1869-1957) ép. Marie Bonaparte            | Georges (1869-1957) ép. Marie Bonaparte            | Georges (1869-1957) ép. Marie Bonaparte            | Georges (1869-1957) ép. Marie Bonaparte            | Georges (1869-1957) ép. Marie Bonaparte            | Georges (1869-1957) ép. Marie Bonaparte            |  |  | Alexandra (1870-1891) ép. Paul Alexandrovitch | Alexandra (1870-1891) ép. Paul Alexandrovitch | Alexandra (1870-1891) ép. Paul Alexandrovitch | Alexandra (1870-1891) ép. Paul Alexandrovitch | Alexandra (1870-1891) ép. Paul Alexandrovitch | Alexandra (1870-1891) ép. Paul Alexandrovitch |  |  | Nicolas (1872-1938) ép. Hélène Vladimirovna                            | Nicolas (1872-1938) ép. Hélène Vladimirovna                            | Nicolas (1872-1938) ép. Hélène Vladimirovna                            | Nicolas (1872-1938) ép. Hélène Vladimirovna                            | Nicolas (1872-1938) ép. Hélène Vladimirovna                            | Nicolas (1872-1938) ép. Hélène Vladimirovna                            |  |  | Marie (1876-1940) ép. Georges Mikhaïlovitch | Marie (1876-1940) ép. Georges Mikhaïlovitch | Marie (1876-1940) ép. Georges Mikhaïlovitch | Marie (1876-1940) ép. Georges Mikhaïlovitch | Marie (1876-1940) ép. Georges Mikhaïlovitch | Marie (1876-1940) ép. Georges Mikhaïlovitch |  |  | André (1882-1944) ép. Alice de Battenberg  | André (1882-1944) ép. Alice de Battenberg  | André (1882-1944) ép. Alice de Battenberg  | André (1882-1944) ép. Alice de Battenberg  | André (1882-1944) ép. Alice de Battenberg  | André (1882-1944) ép. Alice de Battenberg  |  |  | Christophe (1888-1940) ép. Françoise d'Orléans | Christophe (1888-1940) ép. Françoise d'Orléans | Christophe (1888-1940) ép. Françoise d'Orléans | Christophe (1888-1940) ép. Françoise d'Orléans | Christophe (1888-1940) ép. Françoise d'Orléans | Christophe (1888-1940) ép. Françoise d'Orléans |  |  |  |  |  |  |  |  |  |  |  |  |  |  |  |  |  |  |  |  |  |  |  |  |  |  |  |  |  |  |  |  |  |  |  |  |  |  |  |  |  |  |  |  |  |  |
|  |  | Constantin Ier (1868-1923) ép. Sophie de Prusse  | Constantin Ier (1868-1923) ép. Sophie de Prusse  | Constantin Ier (1868-1923) ép. Sophie de Prusse  | Constantin Ier (1868-1923) ép. Sophie de Prusse  | Constantin Ier (1868-1923) ép. Sophie de Prusse  | Constantin Ier (1868-1923) ép. Sophie de Prusse  |  |  | Georges (1869-1957) ép. Marie Bonaparte            | Georges (1869-1957) ép. Marie Bonaparte            | Georges (1869-1957) ép. Marie Bonaparte            | Georges (1869-1957) ép. Marie Bonaparte            | Georges (1869-1957) ép. Marie Bonaparte            | Georges (1869-1957) ép. Marie Bonaparte            |  |  | Alexandra (1870-1891) ép. Paul Alexandrovitch | Alexandra (1870-1891) ép. Paul Alexandrovitch | Alexandra (1870-1891) ép. Paul Alexandrovitch | Alexandra (1870-1891) ép. Paul Alexandrovitch | Alexandra (1870-1891) ép. Paul Alexandrovitch | Alexandra (1870-1891) ép. Paul Alexandrovitch |  |  | Nicolas (1872-1938) ép. Hélène Vladimirovna                            | Nicolas (1872-1938) ép. Hélène Vladimirovna                            | Nicolas (1872-1938) ép. Hélène Vladimirovna                            | Nicolas (1872-1938) ép. Hélène Vladimirovna                            | Nicolas (1872-1938) ép. Hélène Vladimirovna                            | Nicolas (1872-1938) ép. Hélène Vladimirovna                            |  |  | Marie (1876-1940) ép. Georges Mikhaïlovitch | Marie (1876-1940) ép. Georges Mikhaïlovitch | Marie (1876-1940) ép. Georges Mikhaïlovitch | Marie (1876-1940) ép. Georges Mikhaïlovitch | Marie (1876-1940) ép. Georges Mikhaïlovitch | Marie (1876-1940) ép. Georges Mikhaïlovitch |  |  | André (1882-1944) ép. Alice de Battenberg  | André (1882-1944) ép. Alice de Battenberg  | André (1882-1944) ép. Alice de Battenberg  | André (1882-1944) ép. Alice de Battenberg  | André (1882-1944) ép. Alice de Battenberg  | André (1882-1944) ép. Alice de Battenberg  |  |  | Christophe (1888-1940) ép. Françoise d'Orléans | Christophe (1888-1940) ép. Françoise d'Orléans | Christophe (1888-1940) ép. Françoise d'Orléans | Christophe (1888-1940) ép. Françoise d'Orléans | Christophe (1888-1940) ép. Françoise d'Orléans | Christophe (1888-1940) ép. Françoise d'Orléans |  |  |  |  |  |  |  |  |  |  |  |  |  |  |  |  |  |  |  |  |  |  |  |  |  |  |  |  |  |  |  |  |  |  |  |  |  |  |  |  |  |  |  |  |  |  |
|  |  |                                                  |                                                  |                                                  |                                                  |                                                  |                                                  |  |  |                                                    |                                                    |                                                    |                                                    |                                                    |                                                    |  |  |                                               |                                               |                                               |                                               |                                               |                                               |  |  |                                                                        |                                                                        |                                                                        |                                                                        |                                                                        |                                                                        |  |  |                                             |                                             |                                             |                                             |                                             |                                             |  |  |                                            |                                            |                                            |                                            |                                            |                                            |  |  |                                                |                                                |                                                |                                                |                                                |                                                |  |  |  |  |  |  |  |  |  |  |  |  |  |  |  |  |  |  |  |  |  |  |  |  |  |  |  |  |  |  |  |  |  |  |  |  |  |  |  |  |  |  |  |  |  |  |
|  |  |                                                  |                                                  |                                                  |                                                  |                                                  |                                                  |  |  |                                                    |                                                    |                                                    |                                                    |                                                    |                                                    |  |  |                                               |                                               |                                               |                                               |                                               |                                               |  |  |                                                                        |                                                                        |                                                                        |                                                                        |                                                                        |                                                                        |  |  |                                             |                                             |                                             |                                             |                                             |                                             |  |  |                                            |                                            |                                            |                                            |                                            |                                            |  |  |                                                |                                                |                                                |                                                |                                                |                                                |  |  |  |  |  |  |  |  |  |  |  |  |  |  |  |  |  |  |  |  |  |  |  |  |  |  |  |  |  |  |  |  |  |  |  |  |  |  |  |  |  |  |  |  |  |  |
|  |  | Georges II (1890-1947) ép. Élisabeth de Roumanie | Georges II (1890-1947) ép. Élisabeth de Roumanie | Georges II (1890-1947) ép. Élisabeth de Roumanie | Georges II (1890-1947) ép. Élisabeth de Roumanie | Georges II (1890-1947) ép. Élisabeth de Roumanie | Georges II (1890-1947) ép. Élisabeth de Roumanie |  |  | Alexandre Ier (1893-1920) ép. Aspasía Mános        | Alexandre Ier (1893-1920) ép. Aspasía Mános        | Alexandre Ier (1893-1920) ép. Aspasía Mános        | Alexandre Ier (1893-1920) ép. Aspasía Mános        | Alexandre Ier (1893-1920) ép. Aspasía Mános        | Alexandre Ier (1893-1920) ép. Aspasía Mános        |  |  | Hélène (1896-1982) ép. Carol II de Roumanie   | Hélène (1896-1982) ép. Carol II de Roumanie   | Hélène (1896-1982) ép. Carol II de Roumanie   | Hélène (1896-1982) ép. Carol II de Roumanie   | Hélène (1896-1982) ép. Carol II de Roumanie   | Hélène (1896-1982) ép. Carol II de Roumanie   |  |  | Paul Ier (1901-1964) ép. Frederika de Hanovre                          | Paul Ier (1901-1964) ép. Frederika de Hanovre                          | Paul Ier (1901-1964) ép. Frederika de Hanovre                          | Paul Ier (1901-1964) ép. Frederika de Hanovre                          | Paul Ier (1901-1964) ép. Frederika de Hanovre                          | Paul Ier (1901-1964) ép. Frederika de Hanovre                          |  |  | Irène (1904-1974) ép. Aymon de Savoie       | Irène (1904-1974) ép. Aymon de Savoie       | Irène (1904-1974) ép. Aymon de Savoie       | Irène (1904-1974) ép. Aymon de Savoie       | Irène (1904-1974) ép. Aymon de Savoie       | Irène (1904-1974) ép. Aymon de Savoie       |  |  | Catherine (1913-2007) ép. Richard Brandram | Catherine (1913-2007) ép. Richard Brandram | Catherine (1913-2007) ép. Richard Brandram | Catherine (1913-2007) ép. Richard Brandram | Catherine (1913-2007) ép. Richard Brandram | Catherine (1913-2007) ép. Richard Brandram |  |  |                                                |                                                |                                                |                                                |                                                |                                                |  |  |  |  |  |  |  |  |  |  |  |  |  |  |  |  |  |  |  |  |  |  |  |  |  |  |  |  |  |  |  |  |  |  |  |  |  |  |  |  |  |  |  |  |  |  |
|  |  | Georges II (1890-1947) ép. Élisabeth de Roumanie | Georges II (1890-1947) ép. Élisabeth de Roumanie | Georges II (1890-1947) ép. Élisabeth de Roumanie | Georges II (1890-1947) ép. Élisabeth de Roumanie | Georges II (1890-1947) ép. Élisabeth de Roumanie | Georges II (1890-1947) ép. Élisabeth de Roumanie |  |  | Alexandre Ier (1893-1920) ép. Aspasía Mános        | Alexandre Ier (1893-1920) ép. Aspasía Mános        | Alexandre Ier (1893-1920) ép. Aspasía Mános        | Alexandre Ier (1893-1920) ép. Aspasía Mános        | Alexandre Ier (1893-1920) ép. Aspasía Mános        | Alexandre Ier (1893-1920) ép. Aspasía Mános        |  |  | Hélène (1896-1982) ép. Carol II de Roumanie   | Hélène (1896-1982) ép. Carol II de Roumanie   | Hélène (1896-1982) ép. Carol II de Roumanie   | Hélène (1896-1982) ép. Carol II de Roumanie   | Hélène (1896-1982) ép. Carol II de Roumanie   | Hélène (1896-1982) ép. Carol II de Roumanie   |  |  | Paul Ier (1901-1964) ép. Frederika de Hanovre                          | Paul Ier (1901-1964) ép. Frederika de Hanovre                          | Paul Ier (1901-1964) ép. Frederika de Hanovre                          | Paul Ier (1901-1964) ép. Frederika de Hanovre                          | Paul Ier (1901-1964) ép. Frederika de Hanovre                          | Paul Ier (1901-1964) ép. Frederika de Hanovre                          |  |  | Irène (1904-1974) ép. Aymon de Savoie       | Irène (1904-1974) ép. Aymon de Savoie       | Irène (1904-1974) ép. Aymon de Savoie       | Irène (1904-1974) ép. Aymon de Savoie       | Irène (1904-1974) ép. Aymon de Savoie       | Irène (1904-1974) ép. Aymon de Savoie       |  |  | Catherine (1913-2007) ép. Richard Brandram | Catherine (1913-2007) ép. Richard Brandram | Catherine (1913-2007) ép. Richard Brandram | Catherine (1913-2007) ép. Richard Brandram | Catherine (1913-2007) ép. Richard Brandram | Catherine (1913-2007) ép. Richard Brandram |  |  |                                                |                                                |                                                |                                                |                                                |                                                |  |  |  |  |  |  |  |  |  |  |  |  |  |  |  |  |  |  |  |  |  |  |  |  |  |  |  |  |  |  |  |  |  |  |  |  |  |  |  |  |  |  |  |  |  |  |
|  |  |                                                  |                                                  |                                                  |                                                  |                                                  |                                                  |  |  |                                                    |                                                    |                                                    |                                                    |                                                    |                                                    |  |  |                                               |                                               |                                               |                                               |                                               |                                               |  |  |                                                                        |                                                                        |                                                                        |                                                                        |                                                                        |                                                                        |  |  |                                             |                                             |                                             |                                             |                                             |                                             |  |  |                                            |                                            |                                            |                                            |                                            |                                            |  |  |                                                |                                                |                                                |                                                |                                                |                                                |  |  |  |  |  |  |  |  |  |  |  |  |  |  |  |  |  |  |  |  |  |  |  |  |  |  |  |  |  |  |  |  |  |  |  |  |  |  |  |  |  |  |  |  |  |  |
|  |  |                                                  |                                                  |                                                  |                                                  |                                                  |                                                  |  |  |                                                    |                                                    |                                                    |                                                    |                                                    |                                                    |  |  |                                               |                                               |                                               |                                               |                                               |                                               |  |  |                                                                        |                                                                        |                                                                        |                                                                        |                                                                        |                                                                        |  |  |                                             |                                             |                                             |                                             |                                             |                                             |  |  |                                            |                                            |                                            |                                            |                                            |                                            |  |  |                                                |                                                |                                                |                                                |                                                |                                                |  |  |  |  |  |  |  |  |  |  |  |  |  |  |  |  |  |  |  |  |  |  |  |  |  |  |  |  |  |  |  |  |  |  |  |  |  |  |  |  |  |  |  |  |  |  |
|  |  |                                                  |                                                  |                                                  |                                                  |                                                  |                                                  |  |  | Alexandra (1921-1993) ép. Pierre II de Yougoslavie | Alexandra (1921-1993) ép. Pierre II de Yougoslavie | Alexandra (1921-1993) ép. Pierre II de Yougoslavie | Alexandra (1921-1993) ép. Pierre II de Yougoslavie | Alexandra (1921-1993) ép. Pierre II de Yougoslavie | Alexandra (1921-1993) ép. Pierre II de Yougoslavie |  |  | Sophie (1938) ép. Juan Carlos Ier d'Espagne   | Sophie (1938) ép. Juan Carlos Ier d'Espagne   | Sophie (1938) ép. Juan Carlos Ier d'Espagne   | Sophie (1938) ép. Juan Carlos Ier d'Espagne   | Sophie (1938) ép. Juan Carlos Ier d'Espagne   | Sophie (1938) ép. Juan Carlos Ier d'Espagne   |  |  | Constantin II (1940-2023) ép. Anne-Marie de Danemark                   | Constantin II (1940-2023) ép. Anne-Marie de Danemark                   | Constantin II (1940-2023) ép. Anne-Marie de Danemark                   | Constantin II (1940-2023) ép. Anne-Marie de Danemark                   | Constantin II (1940-2023) ép. Anne-Marie de Danemark                   | Constantin II (1940-2023) ép. Anne-Marie de Danemark                   |  |  | Irène (1942)                                | Irène (1942)                                | Irène (1942)                                | Irène (1942)                                | Irène (1942)                                | Irène (1942)                                |  |  |                                            |                                            |                                            |                                            |                                            |                                            |  |  |                                                |                                                |                                                |                                                |                                                |                                                |  |  |  |  |  |  |  |  |  |  |  |  |  |  |  |  |  |  |  |  |  |  |  |  |  |  |  |  |  |  |  |  |  |  |  |  |  |  |  |  |  |  |  |  |  |  |
|  |  |                                                  |                                                  |                                                  |                                                  |                                                  |                                                  |  |  | Alexandra (1921-1993) ép. Pierre II de Yougoslavie | Alexandra (1921-1993) ép. Pierre II de Yougoslavie | Alexandra (1921-1993) ép. Pierre II de Yougoslavie | Alexandra (1921-1993) ép. Pierre II de Yougoslavie | Alexandra (1921-1993) ép. Pierre II de Yougoslavie | Alexandra (1921-1993) ép. Pierre II de Yougoslavie |  |  | Sophie (1938) ép. Juan Carlos Ier d'Espagne   | Sophie (1938) ép. Juan Carlos Ier d'Espagne   | Sophie (1938) ép. Juan Carlos Ier d'Espagne   | Sophie (1938) ép. Juan Carlos Ier d'Espagne   | Sophie (1938) ép. Juan Carlos Ier d'Espagne   | Sophie (1938) ép. Juan Carlos Ier d'Espagne   |  |  | Constantin II (1940-2023) ép. Anne-Marie de Danemark                   | Constantin II (1940-2023) ép. Anne-Marie de Danemark                   | Constantin II (1940-2023) ép. Anne-Marie de Danemark                   | Constantin II (1940-2023) ép. Anne-Marie de Danemark                   | Constantin II (1940-2023) ép. Anne-Marie de Danemark                   | Constantin II (1940-2023) ép. Anne-Marie de Danemark                   |  |  | Irène (1942)                                | Irène (1942)                                | Irène (1942)                                | Irène (1942)                                | Irène (1942)                                | Irène (1942)                                |  |  |                                            |                                            |                                            |                                            |                                            |                                            |  |  |                                                |                                                |                                                |                                                |                                                |                                                |  |  |  |  |  |  |  |  |  |  |  |  |  |  |  |  |  |  |  |  |  |  |  |  |  |  |  |  |  |  |  |  |  |  |  |  |  |  |  |  |  |  |  |  |  |  |
|  |  |                                                  |                                                  |                                                  |                                                  |                                                  |                                                  |  |  |                                                    |                                                    |                                                    |                                                    |                                                    |                                                    |  |  |                                               |                                               |                                               |                                               |                                               |                                               |  |  |                                                                        |                                                                        |                                                                        |                                                                        |                                                                        |                                                                        |  |  |                                             |                                             |                                             |                                             |                                             |                                             |  |  |                                            |                                            |                                            |                                            |                                            |                                            |  |  |                                                |                                                |                                                |                                                |                                                |                                                |  |  |  |  |  |  |  |  |  |  |  |  |  |  |  |  |  |  |  |  |  |  |  |  |  |  |  |  |  |  |  |  |  |  |  |  |  |  |  |  |  |  |  |  |  |  |
|  |  |                                                  |                                                  |                                                  |                                                  |                                                  |                                                  |  |  |                                                    |                                                    |                                                    |                                                    |                                                    |                                                    |  |  |                                               |                                               |                                               |                                               |                                               |                                               |  |  |                                                                        |                                                                        |                                                                        |                                                                        |                                                                        |                                                                        |  |  |                                             |                                             |                                             |                                             |                                             |                                             |  |  |                                            |                                            |                                            |                                            |                                            |                                            |  |  |                                                |                                                |                                                |                                                |                                                |                                                |  |  |  |  |  |  |  |  |  |  |  |  |  |  |  |  |  |  |  |  |  |  |  |  |  |  |  |  |  |  |  |  |  |  |  |  |  |  |  |  |  |  |  |  |  |  |
|  |  |                                                  |                                                  |                                                  |                                                  |                                                  |                                                  |  |  | Alexia (1965) ép. Carlos Morales Quintana          | Alexia (1965) ép. Carlos Morales Quintana          | Alexia (1965) ép. Carlos Morales Quintana          | Alexia (1965) ép. Carlos Morales Quintana          | Alexia (1965) ép. Carlos Morales Quintana          | Alexia (1965) ép. Carlos Morales Quintana          |  |  | Paul (1967) ép. Marie-Chantal Miller          | Paul (1967) ép. Marie-Chantal Miller          | Paul (1967) ép. Marie-Chantal Miller          | Paul (1967) ép. Marie-Chantal Miller          | Paul (1967) ép. Marie-Chantal Miller          | Paul (1967) ép. Marie-Chantal Miller          |  |  | Nikólaos (1969) ép. (1) div. Tatiana Blatnik (2) Chrysí Vardinogiánnis | Nikólaos (1969) ép. (1) div. Tatiana Blatnik (2) Chrysí Vardinogiánnis | Nikólaos (1969) ép. (1) div. Tatiana Blatnik (2) Chrysí Vardinogiánnis | Nikólaos (1969) ép. (1) div. Tatiana Blatnik (2) Chrysí Vardinogiánnis | Nikólaos (1969) ép. (1) div. Tatiana Blatnik (2) Chrysí Vardinogiánnis | Nikólaos (1969) ép. (1) div. Tatiana Blatnik (2) Chrysí Vardinogiánnis |  |  | Théodora (1983) ép. Matthew Kumar           | Théodora (1983) ép. Matthew Kumar           | Théodora (1983) ép. Matthew Kumar           | Théodora (1983) ép. Matthew Kumar           | Théodora (1983) ép. Matthew Kumar           | Théodora (1983) ép. Matthew Kumar           |  |  | Phílippos (1986) ép. Nina Flohr            | Phílippos (1986) ép. Nina Flohr            | Phílippos (1986) ép. Nina Flohr            | Phílippos (1986) ép. Nina Flohr            | Phílippos (1986) ép. Nina Flohr            | Phílippos (1986) ép. Nina Flohr            |  |  |                                                |                                                |                                                |                                                |                                                |                                                |  |  |  |  |  |  |  |  |  |  |  |  |  |  |  |  |  |  |  |  |  |  |  |  |  |  |  |  |  |  |  |  |  |  |  |  |  |  |  |  |  |  |  |  |  |  |
|  |  |                                                  |                                                  |                                                  |                                                  |                                                  |                                                  |  |  | Alexia (1965) ép. Carlos Morales Quintana          | Alexia (1965) ép. Carlos Morales Quintana          | Alexia (1965) ép. Carlos Morales Quintana          | Alexia (1965) ép. Carlos Morales Quintana          | Alexia (1965) ép. Carlos Morales Quintana          | Alexia (1965) ép. Carlos Morales Quintana          |  |  | Paul (1967) ép. Marie-Chantal Miller          | Paul (1967) ép. Marie-Chantal Miller          | Paul (1967) ép. Marie-Chantal Miller          | Paul (1967) ép. Marie-Chantal Miller          | Paul (1967) ép. Marie-Chantal Miller          | Paul (1967) ép. Marie-Chantal Miller          |  |  | Nikólaos (1969) ép. (1) div. Tatiana Blatnik (2) Chrysí Vardinogiánnis | Nikólaos (1969) ép. (1) div. Tatiana Blatnik (2) Chrysí Vardinogiánnis | Nikólaos (1969) ép. (1) div. Tatiana Blatnik (2) Chrysí Vardinogiánnis | Nikólaos (1969) ép. (1) div. Tatiana Blatnik (2) Chrysí Vardinogiánnis | Nikólaos (1969) ép. (1) div. Tatiana Blatnik (2) Chrysí Vardinogiánnis | Nikólaos (1969) ép. (1) div. Tatiana Blatnik (2) Chrysí Vardinogiánnis |  |  | Théodora (1983) ép. Matthew Kumar           | Théodora (1983) ép. Matthew Kumar           | Théodora (1983) ép. Matthew Kumar           | Théodora (1983) ép. Matthew Kumar           | Théodora (1983) ép. Matthew Kumar           | Théodora (1983) ép. Matthew Kumar           |  |  | Phílippos (1986) ép. Nina Flohr            | Phílippos (1986) ép. Nina Flohr            | Phílippos (1986) ép. Nina Flohr            | Phílippos (1986) ép. Nina Flohr            | Phílippos (1986) ép. Nina Flohr            | Phílippos (1986) ép. Nina Flohr            |  |  |                                                |                                                |                                                |                                                |                                                |                                                |  |  |  |  |  |  |  |  |  |  |  |  |  |  |  |  |  |  |  |  |  |  |  |  |  |  |  |  |  |  |  |  |  |  |  |  |  |  |  |  |  |  |  |  |  |  |

### Biographies des souverains et prétendants
- (en) Leonard Bower, Otho I : King of Greece, A Biography, Royalty Digest, 2001 (ISBN 1-905159-12-9). [réédition d'un ouvrage de 1939]
- (en) Captain Walter Christmas, King George of Greece, New York, MacBride, Naste & Company, 1914 (ISBN 1-4021-7527-2, lire en ligne). [traduit du danois]
- (fr) Olivier Defrance, Léopold Ier et le clan Cobourg, Bruxelles, Éditions Racine, 2004, 370 p. (ISBN 978-2-87386-335-7).
- (fr) Édouard Driault, Le Basileus Constantin XII, héros et martyr, Paris, Librairie du Recueil Sirey, 1936.
- (en) Stelio Hourmouzios, No Ordinary Crown : A Biography of King Paul of the Hellenes, Weidenfeld & N, 1972, 416 p. (ISBN 0-297-99408-5).
- (en) Nicholas Tantzos, H.M. Konstantine XIII : King of the Hellenes, Atlantic International Publications, 1990, 264 p. (ISBN 0-938311-12-3).
- (fr) Luc Valti, Mon ami le roi : La vérité sur Constantin de Grèce, Paris, Les Éditions de France, 1938.

### Ouvrages consacrés à la famille royale de Grèce en général
- (en) Arturo B. Eéche, Michael of Greece et Helen Hemis-Markesinis, The Royal Hellenic dynasty, Eurohistory, 2007, 182 p. (ISBN 978-0-9771961-5-9 et 0-9771961-5-1).
- (en) Panagiotis Dimitrakis, Greece and the English, British Diplomacy and the Kings of Greece, Londres, Tauris Academic Studies, 2009, 212 p. (ISBN 9781845118211).
- (fr) Guy Gauthier, « Le Royaume de Grèce au caprice des dieux », dans Les Aigles et les Lions, Histoire des monarchies balkaniques, France-Empire, 1996 (ISBN 2-7048-0801-5), p. 85-152.
- (en) Alan Palmer et Michael of Greece, The Royal House of Greece, Weidenfeld Nicolson Illustrated, 1990 (ISBN 0-297-83060-0).
- (es) Ricardo Mateos Sáinz de Medrano, La Familia de la Reina Sofía, La Dinastía griega, la Casa de Hannover y los reales primos de Europa, Madrid, La Esfera de los Libros, 2004, 573 p. (ISBN 84-9734-195-3).
- (fr) Costas M. Stamatopoulos, De La Royauté Hellénique, Kapon Editions, 2016 (ISBN 978-618-5209-03-2 et 618-5209-03-9).
- (en) John Van der Kiste, Kings of the Hellenes : The Greek Kings, 1863-1974, Sutton Publishing, 1994, 200 p. (ISBN 0-7509-2147-1).

### Histoire de la Grèce
- (en) David Brewer, The Greek War of Independence : The Struggle for Freedom from Ottoman Oppression and the Birth of the Modern Greek Nation, New York, The Overlook Press, 2001, 393 p. (ISBN 1-58567-395-1).
- (fr) Édouard Driault et Michel Lhéritier, Histoire diplomatique de la Grèce de 1821 à nos jours : L'Insurrection et l'Indépendance (1821-1830), t. I, PUF, 1926 (lire en ligne).
- (fr) Édouard Driault et Michel Lhéritier, Histoire diplomatique de la Grèce de 1821 à nos jours : Le Règne d'Othon - La Grande Idée (1830-1862), t. II, PUF, 1926 (lire en ligne).
- (fr) Édouard Driault et Michel Lhéritier, Histoire diplomatique de la Grèce de 1821 à nos jours : Le Règne de Georges Ier avant le traité de Berlin (1862-1878). Hellénisme et Slavisme, t. III, PUF, 1926 (lire en ligne).
- (fr) Édouard Driault et Michel Lhéritier, Histoire diplomatique de la Grèce de 1821 à nos jours : Le Règne de Georges Ier avant le traité de Berlin (1862-1878). Hellénisme et Slavisme, t. III, PUF, 1926 (lire en ligne).
- (en) C. M. Woodhouse, Modern Greece : A Short History, Faber and Faber, 1998 (ISBN 978-0-571-19794-1, lire en ligne).

### Symboles de la monarchie
- (el) Andréas Mégos, Εραλδικά Σύμβολα και Διάσημα του Βασιλείου της Ελλάδος [« Symboles et emblèmes héraldiques du Royaume de Grèce »], Εκδόσεις Στέμμα,‎ 2015 (ISBN 9786188208513).
- (en) Prince Dimitri Romanoff, The Orders, Medals and History of Greece, Balkan Heritage, 1987, 223 p. (ISBN 87-981267-1-7).